# Ponta Capitão
A Ponta Capitão é uma formação geológica costeira de São Tomé e Príncipe, localizada a Este da ilha do Príncipe. Este acidente geológico localiza-se entre o Ilhéu Santana e a Ponta dos Mosteiros.